# Фрис, Гарри Уиттер
Га́рри Уи́ттер Фрис (англ. Harry Whittier Frees; 1879, Рединг, Пенсильвания — 1953, Клируотер, Флорида) — американский фотограф и автор книг для детей. Стал известен благодаря фотографиям животных, наряженных в человеческую одежду, в различных человеческих ситуациях.

## Биография

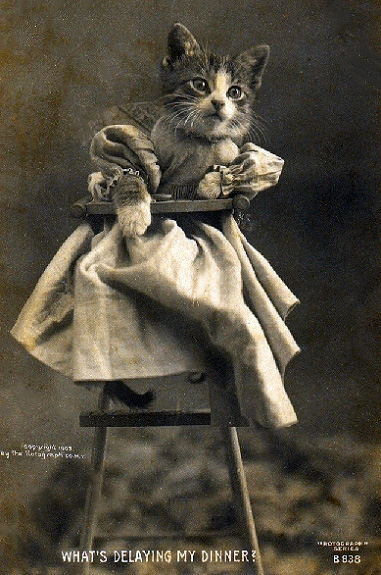
Открытка Фриса 1905 года. Подпись: «Где мой обед?» (What's delaying my dinner?)

Фрис родился в Рединге (Пенсильвания) в 1879 году, позже его семья переезжает в Оакс (Пенсильвания). По рассказу журнала Life, карьера Фриса как фотографа началась в 1906 году, когда бумажная шляпа, подготовленная для дня рождения, приземлилась на голову котёнку и Фрис сделал свою первую фотографию животного в одежде. Фрис делает ещё несколько фотографий, и ему удаётся продать их издателю открыток, который заказывает у него ещё несколько подобных фотографий. В начале карьеры Фрис работает на The Rotograph Company, которая выпускает открытки с его фотографиями животных. Позже пишет детские книги, такие как «The Little Folks of Animal Land» («Маленький народец страны зверят», 1915), «The Animal Mother Goose» («Гусыня, мама зверят», 1921), «Animal Land on the Air» («Воздушная страна зверей», 1929), «Four Little Kittens» («Четыре маленьких котёнка», 1934) и другие. После смерти родителей в начале 1940-х переезжает во Флориду. Умер в бедности — Фрис страдал от рака и покончил жизнь самоубийством в 1953 году. Был похоронен в безымянной могиле на кладбище Клируотер (Флорида).
Первоначально большую часть одежды и аксессуаров для животных создавала мать Фриса. Они и позволяли удерживать животных в неестественных позах. Для удержания поз использовались вилки и спицы, а также, по предположению журналиста Life, невидимые нити. Фрис отвергал все обвинения в используемой им для создания фотографий жестокости к животным, объясняя, что его фотографии стали возможными только благодаря «внимательной, неизменной доброте со стороны фотографа». Животных для фотографий Фрис брал у соседей, заводчиков и из зоомагазинов — все использованные котята и щенки должны были быть не старше 3-х месяцев, обычный же возраст моделей Фриса — от шести до десяти недель. Для привлечения внимания котят использовались движущиеся объекты, поэтому Фрис избавлялся от мух, которые отвлекали котят, собаки же лучше реагировали на звук, поэтому приходилось удалять от места съёмки лающих собак. Фрис использовал выдержку в 0,2 секунды, поэтому 2/3 снимков приходилось выбрасывать. Самыми удобными для фотографии были кролики, которые могли сидеть, не меняя позы, целую минуту, но во многих человеческих ролях они, по мнению Фриса, не были удовлетворительны; щенят было сложнее фотографировать, чем котят, а наиболее сложными объектами для фотографий были свиньи — по словам Фриса, они только закрывали глаза и визжали во время съёмки. Любимыми моделями Фриса были котята, так как, по его мнению, котята — самые разносторонние из животных-актёров.

## Книги
- Harry Whittier Frees. The Little Folks of Animal Land. — Lothrop, Lee & Shepard Co., 1915.
- Harry Whittier Frees. The Sandman:  His Kittycat Stories. — Boston: The Page Co., 1917.
- Harry Whittier Frees. The Animal Mother Goose. — Boston: Lothrop, Lee & Shepard Co., 1921.
- Harry Whittier Frees. Animal Land on the Air. — Boston: Lothrop, Lee & Shepard Co., 1929.
- Harry Whittier Frees. Four Little Kittens. — Chicago: Rand McNally & Co., 1934.
- Harry Whittier Frees. Four Little Bunnies. — Chicago: Rand McNally & Co., 1935.
- Harry Whittier Frees. Four Little Puppies. — Chicago: Rand McNally & Co., 1936.
- Harry Whittier Frees. Toodles and Her Friends. — Chicago: Rand McNally & Co., 1936.
- Harry Whittier Frees. Whiskers. — Chicago: Rand McNally & Co., 1937.
- Harry Whittier Frees. The Story of Bill Bunny. — Chicago: Rand McNally & Co., 1937.
- Harry Whittier Frees. More about the Four Little Kittens. — Chicago: Rand McNally & Co., 1938.
- Harry Whittier Frees. Four Little Kittens' Christmas. — Chicago: Rand McNally & Co., 1939.

### Комментарии
1. ↑  По данным Life — экономка Анни Эдельман
2. ↑  англ. forks and needles are tied to their paws
3. ↑  англ. These unusual photographs of real animals were made possible only by patient, unfailing kindness on the part of the photographer at all times